# 南御牧村
南御牧村（みなみみまきむら）は長野県北佐久郡にあった村。現在の佐久市北西部、浅科地区の大半にあたる。

## 地理
- 河川：千曲川、布施川

## 歴史

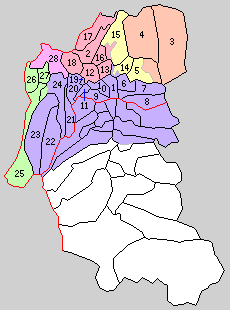
北佐久郡（町村制施行時）
1.岩村田町 2.小諸町 3.東長倉村 4.西長倉村 5.伍賀村 6.平根村 7.三井村 8.志賀村 9.高瀬村 10.中佐都村 11.中津村 12.三岡村 13.南大井村 14.御代田村 15.小沼村 16.北大井村 17.大里村 18.川辺村 19.五郎兵衛新田村 20.南御牧村 21.布施村 22.春日村 23.協和村 24.本牧村 25.芦田村 26.横鳥村 27.三都和村 28.北御牧村
現在の行政区画
紫：佐久市 赤：小諸市 桃：東御市 橙：軽井沢町 黄：御代田町 緑：立科町

江戸時代には中山道の宿場町（八幡宿）が置かれていた。
- 1889年（明治22年）4月1日 - 町村制の施行により、八幡村・蓬田村・桑山村・矢島村の区域をもって発足。
- 1955年（昭和30年）1月15日 - 中津村・五郎兵衛新田村と合併して浅科村が発足。同日南御牧村廃止。

## 村長
- 初代 依田仙右衛門（貴族院多額納税者議員）[1]
- 2代 依田音蔵[2]

## 交通

### 鉄道路線
現在は旧村域を北陸新幹線が通過するが（御牧原トンネル）、当時は未開通。

### 道路
- 国道142号（途中から中山道となる）
- 中山道（途中から国道142号となる）